# Miletus albotignula
Miletus albotignula är en fjärilsart som beskrevs av Van Eecke 1914. Miletus albotignula ingår i släktet Miletus och familjen juvelvingar. Inga underarter finns listade i Catalogue of Life.